# Nahri Shahi (huyện)
Nahri Shahi là một huyện thuộc tỉnh Balkh, Afghanistan. Dân số thời điểm năm 1999 là 36,364 người.